# Синдром на Диоген
Синдромът на Диоген е разстройство, което се характеризира с изключителна нечистоплътност, мръсотия в дома, апатия, тенденция към съхраняване на боклуци (силогомания) и липса на срам.
Състоянието е описано за първи път през 1966 г. и е кръстено Синдром на Диоген от Кларк и други. Името произлиза от Диоген Синопски, древногръцки философ, циник и краен минималист, който, според легендите, живеел в голяма бъчва. Не само че не се притеснявал, но търсел човешка компания, като всеки ден ходел до местната агора. По тази причина този епоним се смята за погрешно название  и се използват няколко други имена като сенилно разстройство, Синдром на Плюшкин (наречен на герой от новелата на Гогол „Мъртви души“), социално разстройство и сенилен синдром на мръсотията. Увреждане на фронталния лоб може да играе роля в причината за синдрома.(Orrell et al., 1989).